# Polycera aurisula
Polycera aurisula is een slakkensoort uit de familie van de Polyceridae. De wetenschappelijke naam van de soort is voor het eerst geldig gepubliceerd in 1957 door Er. Marcus.